# Шимелиович, Юлий Абрамович
Юлий (Юлиус) Абрамович Шимелиович (16 (28) октября 1890, Рига, Российская империя — 2 января 1919, Вильно, Литовская Республика) — заместитель председателя Еврейского комиссариата, член центрального бюро Евсекции.

## Биография
Получил традиционное еврейское религиозное образование. Член рижской организации Бунда с 1905, участник Первой русской революции. В 1909 арестовывался, в 1917 участвовал в Октябрьской революции в Петрограде. По поручению ЦК РКП(б) создавал еврейские коммунистические организации в Витебске, Орле и других городах, формировал еврейские отряды РККА. В 1918 в Москве заведующий иногородним отделом, заместитель председателя Еврейского комиссариата при Народном комиссариате национальностей. Один из организаторов и участник 1-й конференции еврейских коммунистических секций в октябре 1918, которая проходила в Москве, где и был избран заместителем. Член центрального бюро еврейских коммунистических секций. С поздней осени 1918 находился на подпольной работе в Литве, один из создателей и секретарь Совета рабочих депутатов и еврейских коммунистических ячеек в Вильно, основатель и редактор еврейской газеты «Коммунист». Участвовал в сражениях за Вильно, после вступления в город польских легионеров, руководил обороной здания Виленского Совета. Не желая сдаваться в плен, он и восемь его товарищей покончили с собой.

## Семья
- Брат — Борис Абрамович Шимелиович (1892—1952), советский медицинский и общественный деятель, главный врач Центральной больницы имени Боткина.
- Племянник — Лев Борисович Шимелиович (1922—2015), заслуженный врач Российской Федерации, основатель терапевтической службы Московской городской клинической больницы № 50.
- Племянница — Юлия Борисовна Шимелиович (1930—2021), преподаватель русского языка и литературы.

## Память
- Является главным героем повести «Юлис» и пьесы «Четыре дня» М. Н. Даниэля.